# Lacustricola
 Lacustricola és un gènere de peixos de la família dels pecílids i de l'ordre dels ciprinodontiformes.

## Taxonomia
- Lacustricola camerunensis (Radda, 1971)
- Lacustricola jeanneli (Pellegrin, 1935)
- Lacustricola kassenjiensis (Ahl, 1924)
- Lacustricola kongoranensis (Ahl, 1924)
- Lacustricola lacustris (Seegers, 1984)
- Lacustricola lualabaensis (Poll, 1938)
- Lacustricola maculatus (Klausewitz, 1957)
- Lacustricola matthesi (Seegers, 1996)
- Lacustricola mediolateralis (Poll, 1967)
- Lacustricola moeruensis (Boulenger, 1914)
- Lacustricola myaposae (Boulenger, 1908)
- Lacustricola nigrolateralis (Poll, 1967)
- Lacustricola omoculatus (Wildekamp, 1977)
- Lacustricola usanguensis (Wildekamp, 1977)
- Lacustricola vitschumbaensis (Ahl, 1924)[1][2][3]